# Осада Грунло (1627)
Осада Гру́нло — осада испанской крепости Грунло в 1627 году голландскими войсками Фредерика-Генриха Оранского в рамках Восьмидесятилетней войны. Испанская армия Хендрика ван ден Берга торопилась на помощь гарнизону Грунло, но прибыла слишком поздно. Взятие Грунло стало первым серьёзным успехом голландцев после двенадцати лет перемирия.

## Предыстория
Несмотря на небольшую численность населения, Грунло имел стратегически важное значение, занимая стратегическое положение на пути из ганзейских городов в Германию. Грунло был хорошо укреплен и вооружен, а территория вокруг города была болотистой и трудно проходимой. Мориц Оранский взял Грунло в 1597 году, но испанский генерал Амброзио Спинола отвоевал его в 1606 году. Мориц попытался взять Грунло снова в том же году, но неудачно, после чего город оставался в испанских руках до 1627 года. К тому времени в Грунло был размещен сильный гарнизон, а сам город стал одним из плацдармов для нападения на Голландскую республику с востока. Именно поэтому Генеральные Штаты решили сформировать армию для захвата города.

## Начало осады

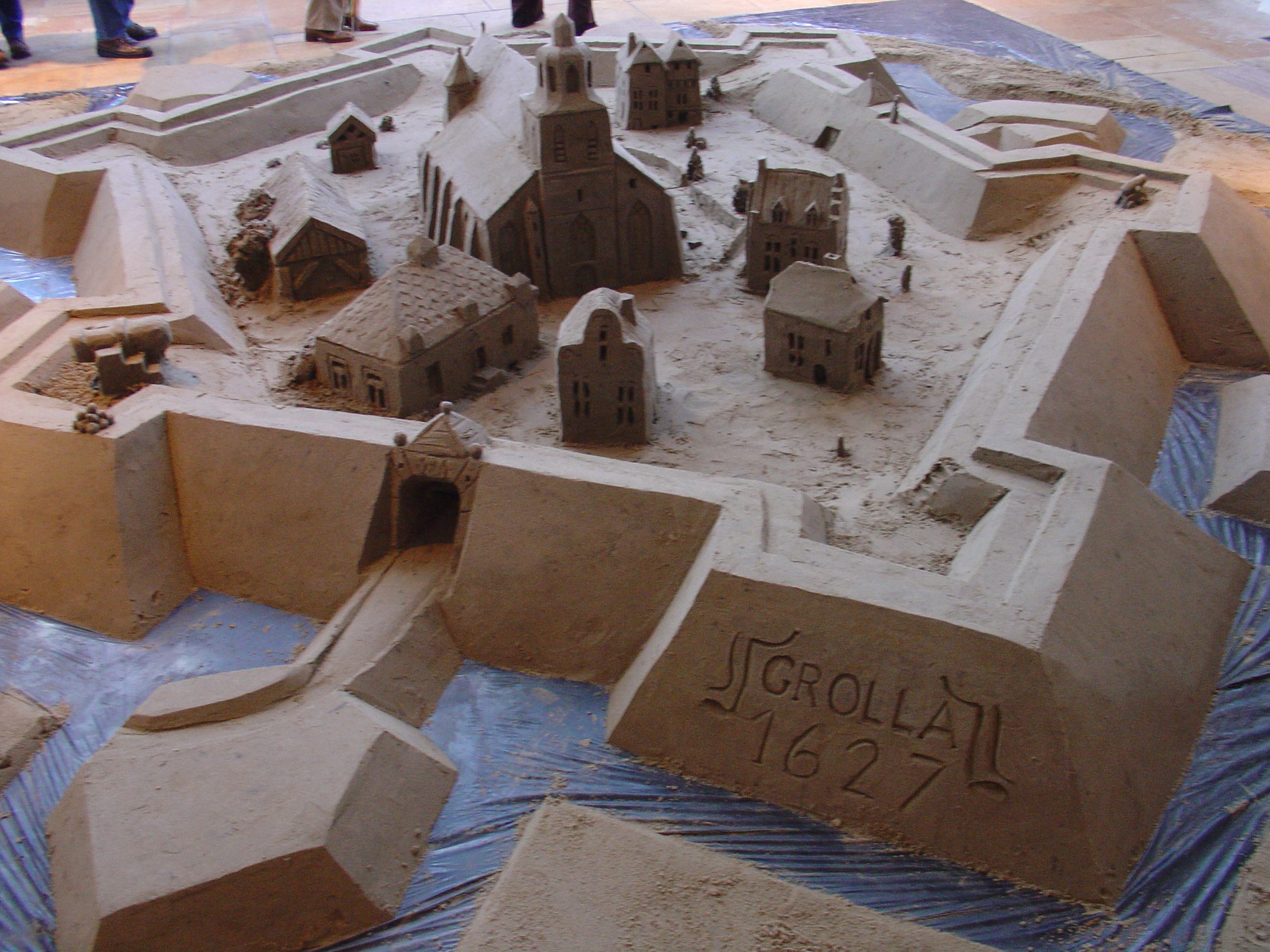
Укрепления Грунло, выполненные в виде песочного замка.

Голландская армия под командованием Фредерика-Генриха Оранского, насчитывавшая более 15 тысяч пехотинцев и 4 000 кавалеристов, пересекла Рейн и собралась в районе Эммериха. Как было заведено в те времена, армия состояла в основном из наемников со всей Европы, в том числе шотландцев, англичан, немцев, фризов и французов. К Грунло армия Фредерика-Генриха прибыла 20 июля 1627 года. Сразу все основные дороги, ведущие к городу, были заблокированы кавалерией. 1000 телег подвезли порох, пули, 75 орудий, еду и все необходимые ресурсы для осаждавших.
На следующий день тысячи солдат стали сооружать непрерывный земляной вал вокруг Грунло высотой 10 футов и длиной 16 км. Вдоль линии укреплений были вырыты окопы и редуты. Фредерик-Генрих сформировал отряды по национальному признаку, так, Английский редут был построен для английских войск, ещё по одному редуты были выстроены для французов, фризов и немцев. Орудия были размещены так, чтобы защитить линию укреплений с обеих сторон. Все работы были завершены всего за 10 дней.
Фредерик-Генрих знал, что большая испанская армия под командованием Хендрика ван ден Берга дислоцировалась на юге Нидерландов. Чтобы отвлечь испанцев и отсрочить их прибытие на помощь городу, Фредерик-Генрих провел притворное нападение: он послал часть своей армии к немецкому городу Гох. Деревни вокруг Грунло были заняты голландскими отрядами, чтобы испанцы не смогли закрепиться при прибытии. По окрестностям были разосланы конные разведчики.

## Ход осады
Маттийс Дулкен, опытный и искушенный командир, возглавлял испанский гарнизон Грунло. В его распоряжении находились 1200 пехотинцев (без учёта ополченцев) и около 100 кавалеристов под командованием Ламберта Феррейкена. Еды и фуража было в достатке. Дулкен приказал своим войскам укрепить оборону и без того укрепленного города. Осаждающие после сооружения осадной линии приступили к рытью сап в сторону города. Ущерб, причиняемый обороне города голландской артиллерией, защитники оперативно устраняли. Тем не менее, в результате бомбардировки города 200 зажигательными «огненными шарами» были разрушены несколько зданий. Дулкен был ранен в плечо мушкетной пулей, а из-за беспечности солдата взорвались две бочки с порохом, в результате чего погибли сорок горожан.

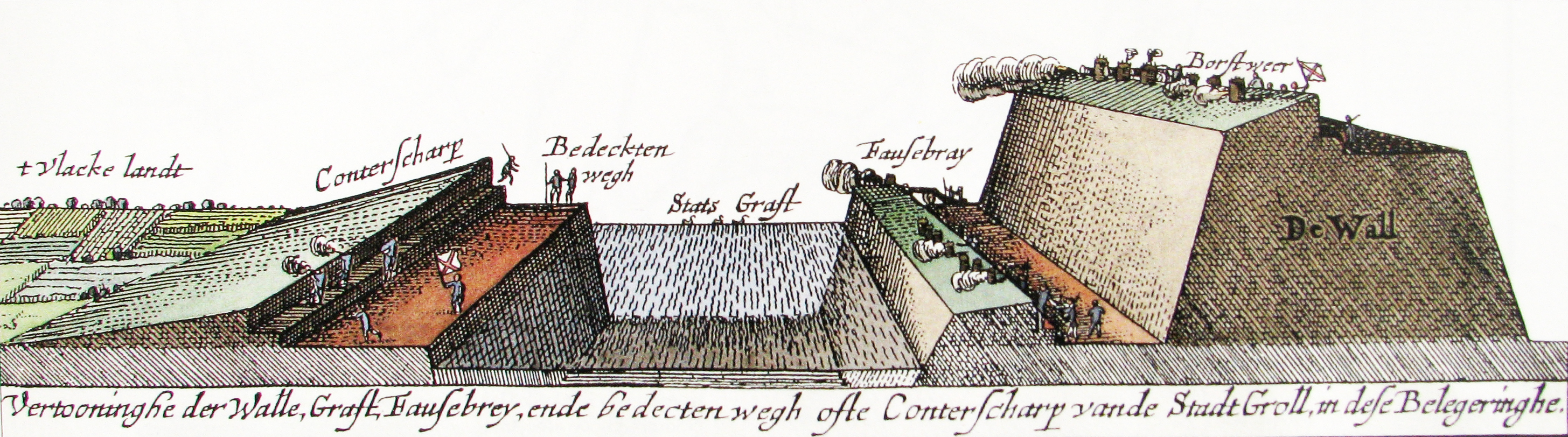
Осадная линия вокруг Грунло.

Между тем, английские минеры первыми добрались до канала, опоясывавшего Грунло и выходившего к реке Слинге. Чтобы облегчить переправу, форт к северу от города был взорван, в результате уровень воды в канале упал на 4 фута. После этого голландская армия попыталась пересечь канал, построив дамбу, но в результате обстрела из города дамба была полностью уничтожена. Наконец, при поддержке двух артиллерийских орудий нападавшие смогли построить две плотины, понеся при этом серьёзные потери. Переправившись через канал, осаждавшие получили возможность подорвать внешние защитные стены Грунло.
В то же время к городу подошла испанская армия ван ден Берга. Однако из-за отсутствия финансирования испанский обоз шел очень медленно, и план сражения с более малочисленными голландцами был сорван. После провала попытки перекрыть голландские поставки из-за ссор между испанскими и итальянскими войсками ван ден Берг решил атаковать осадную линию и попытаться прорваться к Грунло. Его нападение на шотландский участок вала сначала шло успешно, но ожесточенная контратака вынудила испанцев отступить.

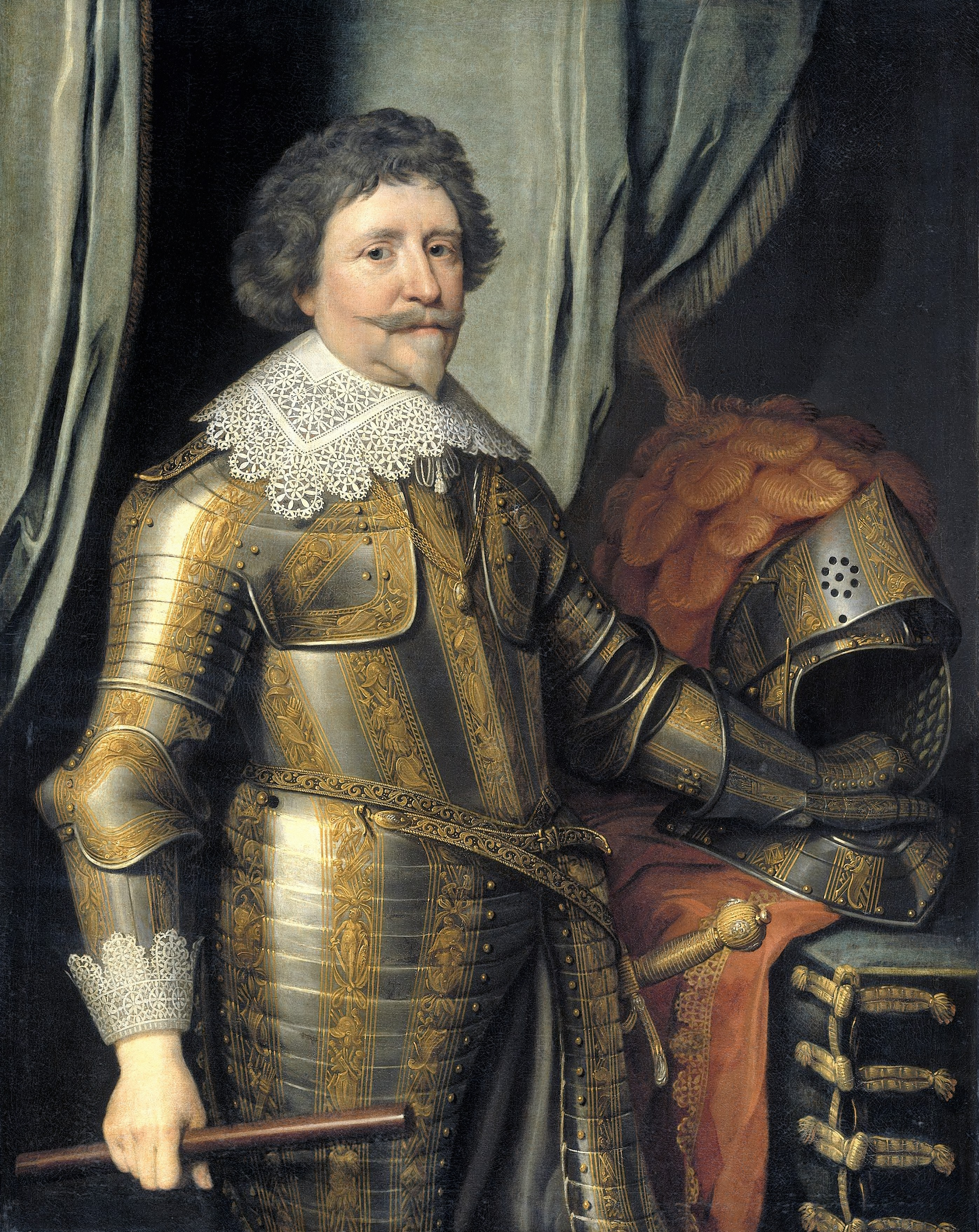
Фредерик-Генрих Оранский.

Фредерик-Генрих Оранский в это время пытался вести переговоры с Дулкеном, убеждая его, что испанцы не в состоянии прорваться ему на помощь. Оправившийся от ранения Дулкен гордо отказался вести переговоры. Осада продолжилась. Английские части пересекли канал и смогли установить мину под одним из ворот города. Мина была взорвана 18 августа, образовав огромную дыру в оборонительных позициях горожан. Англичане бросились в пролом, но Феррейкен успел организовать отпор, расположив напротив пролома мушкетеров. Защитники трижды отбивали атаки англичан. Однако Дулкен был достаточно умен, чтобы понять, что скоро его город будет атакован с трех сторон, и для организации обороны ему не хватит солдат и орудий. В результате он призвал к перемирию и послал переговорщиков к голландцам.

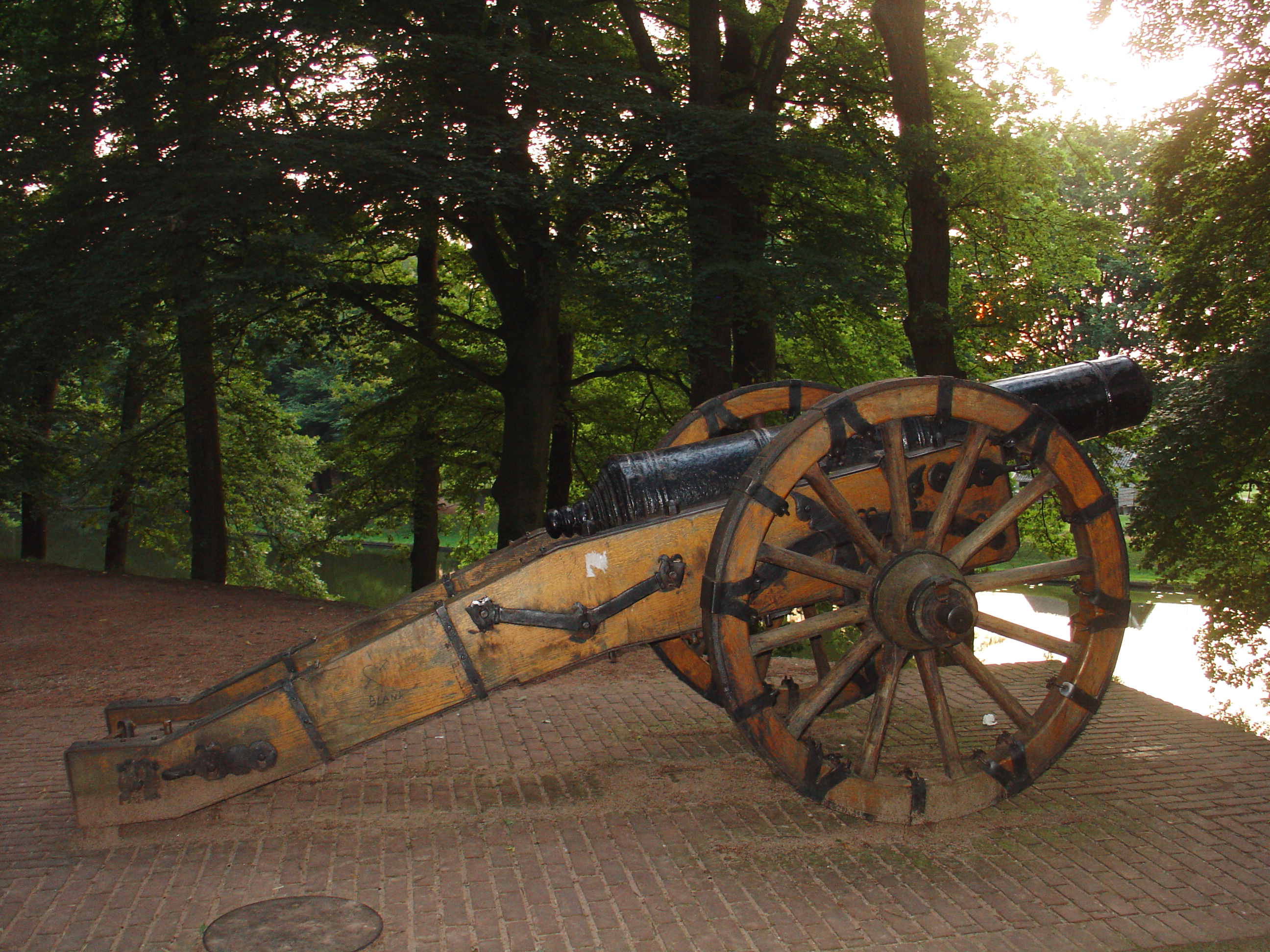
Пушка, оставленная голландцами в городе после взятия Грунло.

Договор о сдаче Грунло был подписан 3 дня спустя, в тот же день в город вошли солдаты Республики. Испанскому гарнизону и гражданам было разрешено покинуть город. Фредерик-Генрих одолжил 200 телег защитникам города, чтобы они могли вывести своё имущество. После этого он разместил в городе гарнизон, чтобы защитить его от будущих атак. Осадная линия была уничтожена, а траншеи засыпаны.

## Память

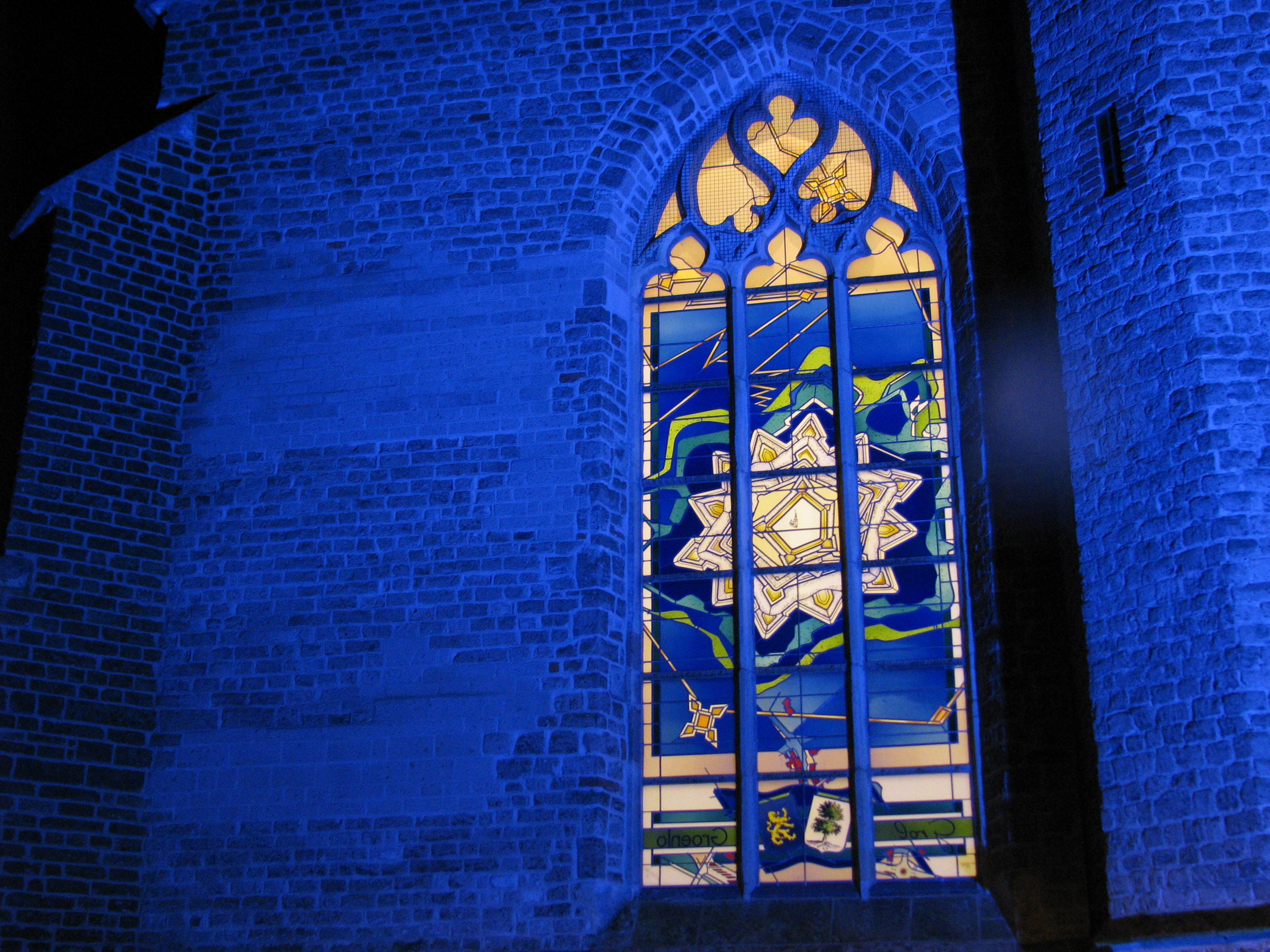
Витраж с изображением осады Грунло в церкви Святого Калликста (2007).

В Грунло часть городских укреплений и артиллерийских батарей была восстановлена в туристических целях. Также регулярно проводится реконструкция осады 1627 года, известная как Slag om Grolle. В последние годы все больше обсуждается инициатива восстановления 16-километровой осадной линии. Английский редут был найден рядом с Лиевельде и полностью восстановлен, ныне его можно посетить.
В течение 2006 и 2007 годов церковь Святого Калликста в Грунло претерпела капитальный ремонт, в ходе которого в ней был размещен новый витраж с изображением осады Грунло. Церковь перенесла все шесть осад города.